# Театры Туркменистана
Список театров Туркмении.

## Театры

### Ашхабад
- Главный драматический театр имени Сапармурата Туркменбаши Великого
- Национальный музыкально-драматический театр имени Махтумкули
- Туркменский национальный молодёжный театр имени Алп Арслана
- Государственный русский драматический театр имени А.С.Пушкина[2]
- Туркменский государственный театр кукол
- Студенческий театр имени Молланепеса

### Балканабад
- Государственный драматический театр Балканского велаята имени Сапармурата Туркменбаши Великого

### Дашогуз
- Дашогузский государственный музыкально-драматический театр имени Нурмухаммета Андалиба

### Мары
- Государственный драматический театр Марыйского велаята имени Кемине

### Туркменабад
- Государственный музыкально-драматический театр Лебапского велаята имени Сейитназара Сейди[3]